# Mnichowe Baby

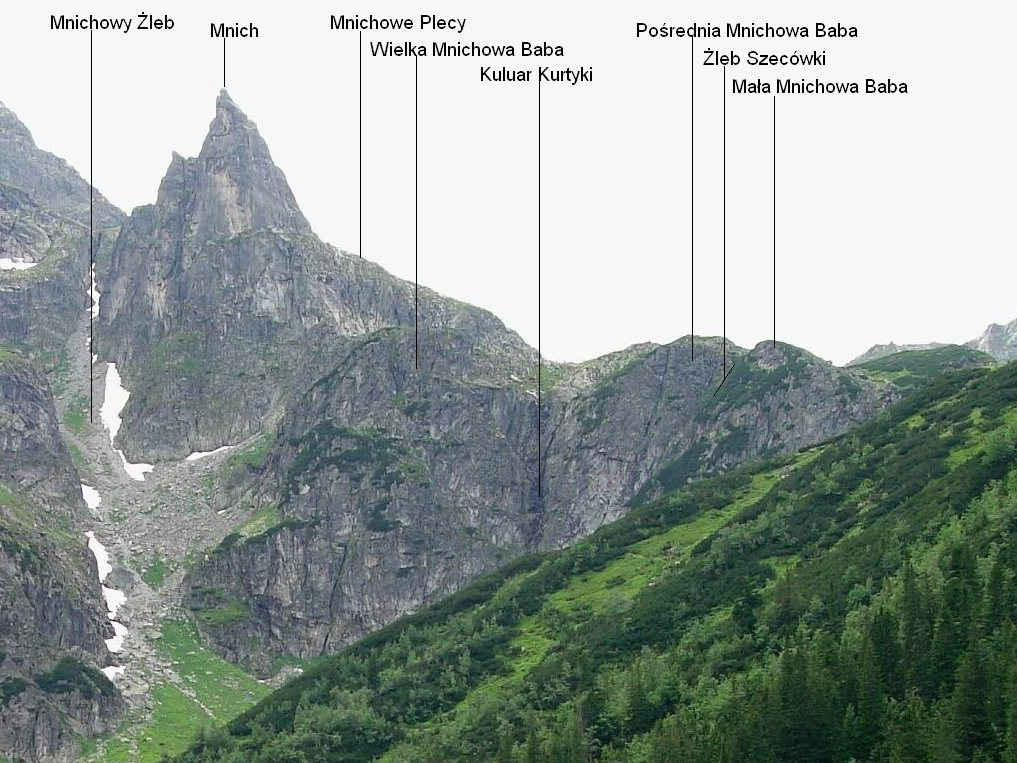

Mnichowe Baby – trzy ściany opadające z Mnichowego Tarasu do Nadspadów w Dolinie za Mnichem w polskich Tatrach Wysokich. Są widoczne znad Morskiego Oka, a ich wysokość dochodzi do 200 m.
Nazwę wprowadził Władysław Cywiński w 8 tomie przewodnika Tatry. Oglądane z dołu Mnichowe Baby wyglądają jak wybitne turnie, oddzielają je bowiem od siebie dwa głęboko wcięte żleby: Kuluar Kurtyki i Żleb Szecówki. Nie są to jednak turnie, lecz ściany, krawędzie Mnichowego Tarasu są bowiem płaskie i brak w nich jakiegokolwiek pionowego wcięcia. Widoczne z dołu punkty kulminacyjne to wysunięte do przodu części krawędzi Mnichowego Tarasu. W kolejności od lewej do prawej (patrząc z dołu) są to: Wielka Mnichowa Baba, Pośrednia Mnichowa Baba i Mała Mnichowa Baba. Oddzielają je dwa żleby. Kolejno od lewej do prawej są to Kuluar Kurtyki i Żleb Szecówki.
Przez długi czas taternicy omijali ściany Mnichowych Bab, ostatnio jednak stały się one bardzo popularnym obiektem wspinaczki, głównie zimą. Znajdują się blisko Schroniska PTTK nad Morskim Okiem, mają krótkie i na ogół bezpieczne dojścia i zejścia. Można się tutaj wspinać nawet przy bardzo złej pogodzie, nawet przy dużym zagrożeniu lawinowym. Zagrożony lawinami jest tylko odcinek o długości około 100 m między podstawą ścian a dnem Nadspadów.

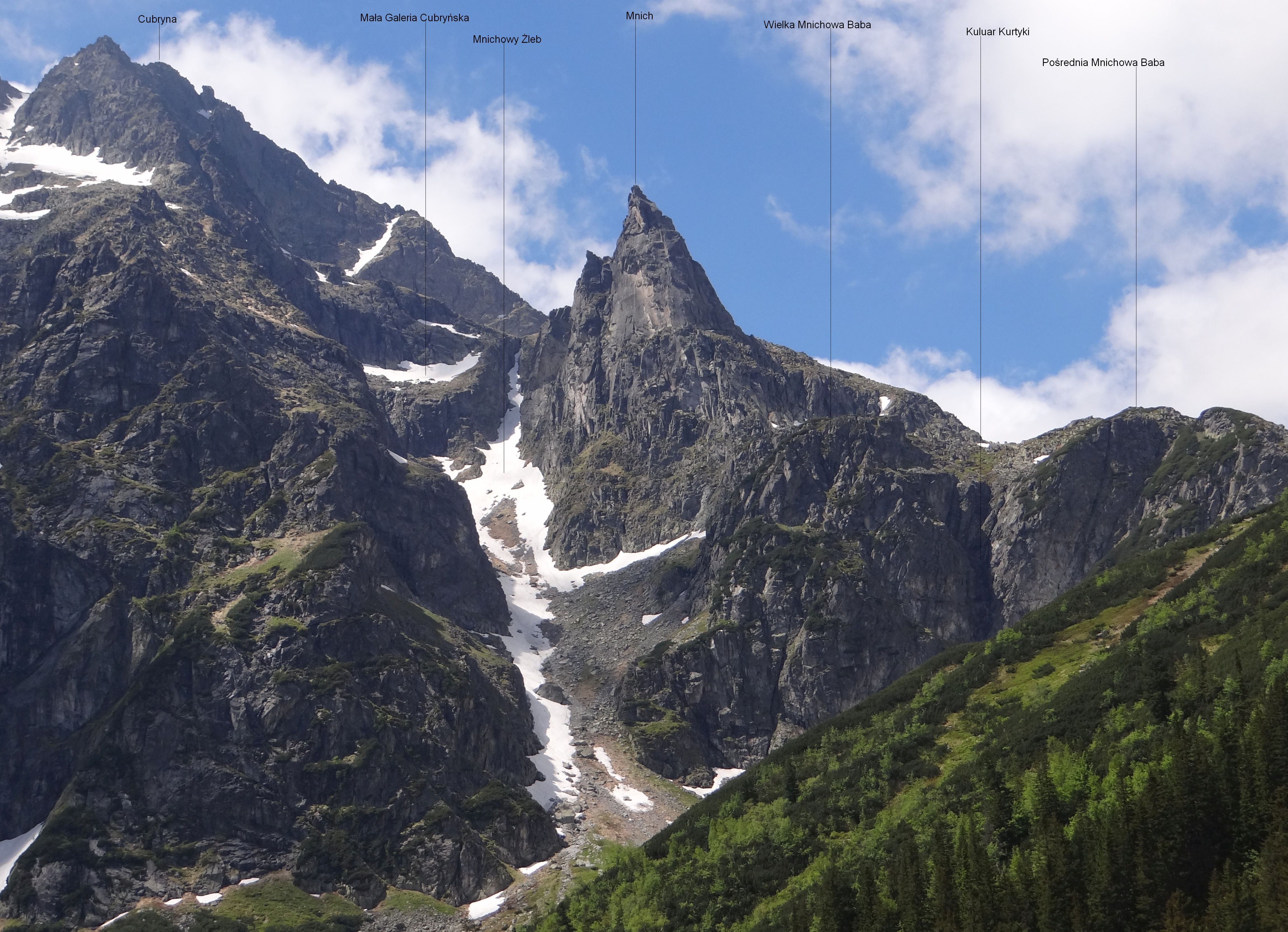